# Прекомерно знојење
Прекомерно знојење или хиперхидрозе, је прекомерно и неконтролисано знојење које превазилази потребе нормалне терморегулације или термохомеостазе организма.
Прекомерно знојење, је значајан медицински проблем, најчешће присутан код млађих људи. Особе са хиперхидрозом не могу се сматрати болесницима у правом смислу те речи, јер претерано знојење није болест, већ стање од којег се не умире, али представља за поједице значајан психолошки и социјални проблем... „Особе са хиперхидрозом избегавају контакте са другим особама због стално влажних дланова, носе широку тамну одећу код појачаног знојења испод пазуха, полако се повлаче у себе, постају несигурне, отуђујући се од друштва...“(др Иван Кухајда) 
Хиперхидроза се најчешће јавља још у детињству или пубертету, готово свакодневно у облику неконтролисаног прекомерног знојења дланова, пазушних јама, лица и табана. Како Светска здравствена организација сматра да здравље није само одсуство болести, већ и социјално и психолошко благостање, хиперхидрозу ипак можемо сматрати једном врстом болешћу.

## Физиологија знојења
Људско тело поседује око четири милиона знојних жлезда (лат. glandula sudoriferae), од којих је око 3 милиона еккриних знојних жлезда, а остатак су апокрине и апоеккрине жлезде. Њихови отвори се налазе на површини коже, у највећем броју, на длановима, табанима, под пазухом и у препонама.
Знојне жлезде су у облику цевчица смотоних у котуриће (лоптице), у укупној дужини од око 4 km и укупној површини од 1000 m², а у кожи су смештене близу границе коријума и поткожја. Богато су прожете великим бројем капилара.
У телу човека постоје три врсте знојних жлезди; еккрине, апокрине и апоеккрине.  Оне су распоређене по читавом телу и под снажним су емотивним, термичким и нервним утицајима.
Мале еккрине знојне жлезде
У мале, (еккрине) знојне жлезде спада 3/4 знојних жлезди, које се налазе свуда по по површини тела. Оне изливају зној директно на површину коже. Зној који оне излучују је безбојна течност, без мириса, која служи за регулацију телесне температуре одавањем топлоте процесом испаравања. Највећа концентрација еккриних знојних жлезда је у кожи ногу и челу, а нешто мање на рукама и образима. Инервација еккриних жлезди потиче од пост-ганглионих сензитивних влакана у којима је ацетилхолин њихов главни терминални неуротрансмитер. Ова влакна су под директном контролом центра за знојење у хипоталамусу .
Велике апокрине знојне жлезде
Велике (апокрине) знојне жлезе излучују зној са карактеристичним мирисом (због накнадне контаминације зноја) и налазе се код човека у пазушној јами, око гениталија, чмара и нешто мање око пупка. Секрет изливају уз фоликул длаке непосредно испод површине коже (изнад лојних жлезда), који због накнадне изложености дејству бактерија, крви, урина, фецеса, у наведеним регијама тела поприма карактеристичан мирис. Код сисара и примата апокрине жлезде ослобађају феромоне који имају значај за сексуално распознавање полова односно тела мајке, као и у другим интеракцијама животиња. Улога апокринеих жлезда код људи је непозната.
Зној се састоји од 98-99 процената воде и 1-2 процената других материја (амонијака, масних киселина, соли млечне киселине, натријум-хлорид-кухињска со (највише заступљен), ензими итд). Континуирана секрецију зноја код човека, (коју регулише физиолошки механизам за терморегулацију и одржавање равнотеже електролита и воде у слојевима корнеума), ствара у кожи потребну влажност и на тај начин јој обезбеђује добру тактилну (осећајну) способност и еластичност.
Улога знојних жлезди и знојења у организму се огледа у следећим физиолошким процесима:
Терморегулација
Знојење, организам људи и неких животиње (нпр. мајмуни, коњи, мазге), користи као један од основних физиолошких механизама за терморегулацију (одавање топлоте процесом испаравања зноја). Знојење је други по значају процес у организму човека и животиња за одавање топлоте (види табелу десно). Испаравањем једног грама воде (зноја) одстрањује се око 0,6 kcal топлоте. Знатна количина воде која потиче из зноја и других извора исправања чини неосетан губитак течности из организма који износи 50 ml/h. У процесу акклиматизације организам човека може изгубити и до неколико литара зноја на сат или до 10 литара дневно. Са порастом секреције зноја (нпр. у хиперхидрози) повећава се и количина излученог зноја која најчешће није усклађена са брзином исправања (која зависи и од температруре околног ваздуха), што доводи до тога да се зној слива по мањој или већој површини коже тела док потпуно не испари.
Елиминација продуката метаболизма
Хомеостаза
Учешћем у процесу регулације температуре у организму, знојење омогућава одржавање сталних услова у унутрашњој околини ћелије-или функцију хомеостазе.

## Епидемиологија
Примарна хиперхидроза се подједнако јавља код жена и мушкараца, просечне старости од 25 до 64 година, у око 2,8%-3% опште популације.
Према истраживању спроведеном у САД, 2004. године, највећа учесталост хиперхидрозе евидентирана је код болесника у доби између 25 и 65 година (од 3,5% до 4,5%), а најниже у доби од 12 година (0,5% -0,7%). Просечна старост боленика са хиперхидрозом била је 25 година, са значајним разликама у локализацији хиперхидрозе на телу у различитим старостим групама. Тако се изолована хиперхидроза дланова, просечно најчешће јављала код тринеестогодишњака, изолована пазушна хиперхидроза код деветнаестогодишњака, а истовремена хиперхидроза на длановима, испод пазуха и у другим областима код двадесетдвогодишњака.
Локализација знојење (према спроведеним студијама у свету) је различита између појединих популација;
- У Немачкој - код 256 анкетираних; у 115 случајева претерано знојење се јављало испод пазуха, у 86 случајева на длановима у 75 случајева на стопалима.
- У Француској - код 382 болесника који су подвргнути истраживању; 30% је патило од претераног знојења дланова, 51% од претераног знојења у пазушним јамама, 5% од претераног знојења дланова и стопала, 5% од претераног знојења лица и 5% од претераног знојења на свим осталим могућим местима на телу
- У САД - 51% болесник је имао пазушну хиперхидрозу изоловану или у комбинацији са другим локализацијама, 9,5% изолована пазушну хиперхидрозу, док је 25% пацијената патило од изоловане хиперхидрозе дланова или удружене хиперхидрозе са претераним знојењем на другим локацијама.

Према новијим истраживањима, доказано је да хиперхидроза има генетичку предиспозицију, што потврђују подаци да се у 25-50(65)% случајева хиперхидроза јавља и код једног или више чланова исте породице. У студији из 2006, истраживачи са универзитета „Сага“ из Јапана наводе да се примарни генетички локус хиперхидрозе дланова руку налази у мапи хромозома на локацији 14q11.2-q13.
Код неких особа хеперхидроза се може јавити у раном детињству, обично у пубертету, након кога болест најчешће наставља свој ток са сталним погоршањем симптома.
Хиперхидроза у пределу пазуха нешто је чешћа код жена, а ногу код мушкараца.

## Утицај хиперхидрозе на живот људи
Хиперхидроза може имати изражен негативан утицај на нормалан живот људи са претераним знојем изазивајући код њих бројне физичке социјалне и психичке пробелеме: У истраживањима за процену физичких социјалних и психичких последица које хиперхидроза изазива код оболелих у свакодневној пракси се користе разне „скале“-упитници, као нпр. доле наведена за процену пазушне хиперхидрозе;
Скала за процену тежине пазушне хиперхидрозе
| Како оцењујете озбиљност промена у пазушној хиперхидрози?                                                | Бодови |
| --- | ------ |
| Знојење у пазуху је неприметно и не утиче на моје свакодневне активности                                 | 1      |
| Приметио сам појачано знојење у пазуху, које је подношљиво, понекад ми смета у свакодневним активностима | 2      |
| Знојење у пазуху ми изазива многе непријатности, често утиче на моје дневне активности                   | 3      |
| Знојење испод пазуха је за мене неподношљиво и стално ми смета у свакодневним активностима               | 4      |

### Физички проблеми
Пацијенти који пате од хиперхидрозе имају бројне физичке проблеме због стално влажна одеће и обуће. Повећана влажност може да изазове мацерацију коже и на њеној површини неконтролисану колонизацију и размножавање бројних микроорганизама (бактерија, вируса и гљивица).
Повећана колонизација микроорганизама код особа са хиперхидрозом изазива; у пределу пазуха оштећење коже и појаву бромхидрозе (непријатаног мириса), на стопалима жаришну кератолизу (инфекцију коже стопала коју карактеришу промен налик ерозијама коже), најчешће изазвану грам-негативним бактеријама. Влажан или осушен зној уништава одећу и обућу променом њеног изгледа, боје и квалитета и пацијентима ствара велике материјалне трошкове за прање, хемијско чишћење и куповину нове одеће и обуће.

### Социјални и психолошки проблеми
Стална присутност влажне и осушеним знојем прекривене одеће и обуће, као и непријатан задах зноја код великог броја пацијената са хиперхидрозом ствара бројне социјалне и психолошке проблеме. У једној студији о проблемима знојења спроводеној у САД код више од 50%, испитаника са хиперхидрозом евидентиран је пад самопоуздања, у 38% испитаника осећај непријатности у свакодневном животу, у 34% изражено незадовољство, а у 20% испитаника знаци депресије. Осећај нелагодности у социјалном окружењу евидентирано је у 90% испитаника са хиперхидрозом дланова, а 40% испитаника је имало различит степен психолошких поремећаја директно повезаних са њиховим симптомима.
Преко 70% особа са хиперхидрозом како би избегло ове пробеме мења одећу 2-3 пута дневно. Пацијенти са хиперхидрозом дланова, константно бришу руке одећом или пешкира, а руковање избегавају кад год је то могуће, јер на лицу других особа уочавају знак узбуђења и нелагодности да се рукују са њима, што код њих изазива додатну анксиозност која постаје додатни фактор за још јаче знојење (изазивајући тзв. зачарани круг позитивне повратне информације). Око 77% пацијената покушава да избегне руковање, а 17% у току обављања свакодневних радних задатака мора да носи рукавице.

### Ограничења у радним делатностима
Изражена хиперхидроза дланова може имати изражен негативан утицај на свакодневни живот и професионалне активности тих особа. Зној на длановима овим особама отежава употребу музичких инструмената (свирање на гитари, виолини и клавијатурама), коришћење електронских уређаја (на којима оштећују тастатуру или изазивају чак и корозију метлних делова), рад са важним папирнима, цртежима документима, на којима остављају трагове или размазују мастило или боју капљицама зноја. Око 95% болесника наводи да је због знојење дланова имало потешкоће у свакодневним активностима, а наводе и да су често били у ризику од струјног удара или посекотина због испадања стаклених предмета.
Код пазушне хиперхидрозе, ови проблеми уопште не постоје али они имају потреба за сталном променом одеће и старх од кретања како би што мањи број особа уочио промене на њиховој одећи иазване квашењем. Мање од 20% болесника са пазушном хиперхидрозом, су задовољни својим сопственим способностима да обављају свакодневне активности. Код већине особа са пазушном хиперхидрозом приметно је изражен већи утицај знојења испод пазуха на квалитет послова и њихову продуктивност. Према националним истраживањима у САД код око 13% пацијената са хиперхидрозом регистровано је смањење времена проведеног на раду.
Како примарна хиперхидроза почиње у детињству, младости и адолесценција често она има утицај на професионалну оријентацију и њихову даљу каријеру која зависи од обима хиперхидрозе. У студији спроведеној код особа са хиперхидрозом дланова 19% пацијената је навело да је на избор њиховог занимања утицало присуство хиперхидрозе. Како велики број занимања укључује честа руковања, контакт са папирима, металним предметима, електричном или електронском опремом, бројна су ограничења за особе са хиперхидрозом што представља зањих и значајан економски проблем.

## Патофизиологија
Хиперхидроза се јавља у два појавна облика знојења и то као;

### Примарна (есенцијална или идиопатска) хиперхидроза
Фокално, видљиво, изражено знојење које траже дуже од 6 месеци без икаквог видљивог разлога и најмање два наведена критеријума:
- Обострано релативно симетрично знојење
- Учесталост знојења — најмање једна епизода дневно
- Омета извођење свакодневних активности
- Старост особе на почетку поремећаја мања од 25 година
- Поремећај постоји и код других чланова породице
- Одсуство (престанак) знојења у току спавања.

Узрок овог облика хиперхидрозе није познат. За разлику од функционалног знојења које настаје као последица физичког вежбања, обављањања тежих радних активности, премора, увећане телесне, спољашње или собне температуре, примарна хиперхидроза настаје и као последица емоционалних (психосоматских) напрезања и анксиозности. Почеци хиперхидрпзе најчешће настају у детињству или пубертету и углавном се манифестују свакодневно.
Примарна фокална (жаришна) хиперхидроза је претерано, билатерално (обострано) знојење које се јавља на длановима, табанима, у пазушним јамама и у мањој мери у краниофацијалној регији. Поремећај се карактерише; видљивим, прекомерним знојењем које траје најмање шест месеци без икаквог видног разлога, значајним психолошким и социјалним оштећењима и са најмање два од наведених функционалних поремећаја у табели десно:
Знојне жлезда код болесника са хиперхидрозом, у хистолошкој грађи, броју, као и њиховој величини не разликују се од знојних жлезда код људи који немају хиперхидрозу. Хиперхидроза је првенствено последица хиперфункције а не хипертрофије, у медицинском смислу. У болесника са примарном хиперхидрзом у основи поремећаје је израженије одговор организма на нормалан стимуланс у виду физичког или емоционалног стреса. Постоје докази да пацијената са хиперхидрозом имају низак праг за емоциама изазвано знојење и нормалан праг за знојења изазвано терморегулациом и лековима.
Имајући у виду да се хиперхидроза развија и у раном детињству, постоји сумња да је она психолошког порекла, већ да су примарни физиолошки поремећаји са психолошким последицама.
Као један од могућих механизама снижавања прага ексцитације (надражаја) знојних жлезда као и њихов израженији одговор на стимулусе, који је присутан код болесника са хиперхидрозом највероватније је последица повећане активности симпатичког нервног система.
Иако је прави патофизиолошки механиза примарне хиперхидрозе и даље непознат, постоје многобројни докази да је она последица примарне дисфункције аутономног нервног система. Како хиперхидроза веома често почиње у детињству она може бити и наследна болест, у којој су физиолошки механизми поремећаја генетички предодређени.

### Секундарна (генерлизована) хиперхидроза
Секундарна хиперхидроза је патолошко стање, пре свега изазвано променама у метаболизму или функцијама аутономног нервног система, које настају као последица следећих поремећаја. (види табелу испод)
Узроци фокалне и генерализоване хиперхидрозе 
| ПРИМАРНА (ФОКАЛНА) ХИПЕРХИДРОЗА              | Јавља се у иначе здравих људи или као симптом у доле наведеним поремећајима:                                                                     |
| -------------------------------------------- | --- |
| Примарна идиопатска хиперхидроза             | - Узрок овог облика није познат |
| Густативна хиперхидроза или Фрејов синдром   | - Као последица оштећења нерава који воде до паротидне (доушне) жлезде.                                                                          |
| Неуролошки облик                             | - Неуропатије - Болести симпатичког нервног система                                                                                              |
| СЕКУНДАРНА (ГЕНЕРАЛИЗОВАНА) ХИПЕРХИДРОЗА     | Обично је део клиничке слике у доле наведеним (основним) болестима или поремећајима:                                                             |
| Ендокрине болести                            | - Хипертиреодизам - Хиперпитуитаризам - Шећерна болест - Гојазност - Какрционоидни синдром - Менопауза - Феохрпмоцитом - Акромегалија            |
| Неуролошке болести                           | - Церебро васкуларни инсулт - Акромегалија - Оштећење функција кичмене моздине - Психијатријске болести (Паркинсонова болест, Рилеи-Даи синдром) |
| Малигне болести                              | - Миелопролиферативна болест - Ходчкинова болест - Лимфом - Тумори хипофизе                                                                      |
| Хиперхидроза у нфекцијом изазваним болестима | - Срчане инфекције (шок, миокардитис) - Плућне инфекције (пнеумонија, туберкулоза)                                                               |
| Лековима изазвана хиперхидроза               | - Доксепин • Флуоксетин • Венлафаксин • Физостигмин • Пилокарпин • Пропранолол - Трициклични антидепресиви • Антиеметици                         |
| Тровањем изазвана хиперхидроза               | - Алкохол - Остали отрови |

### Облици
Хиперхидроза према распрострањености промена у знојним жлездама тела може бити;

#### Жаришна (фокална) хиперхидроза
Када су знојењем захваћени само поједини делови тела (дланови, пазушне јаме, лице, табани...) говоримо о жаришној или фокалној хиперхидрози. Овај облик се јавља као;
- Примарна идиопатска хиперхидроза
- Густативна хиперхидроза или Фрејов синдром
- Примарна нуролошка хиперхидроза

#### Генерализована хиперхидроза
Када је појачаним знојењем захваћено цело тело, говоримо о генералозованој хиперхидрози.

## Дијагноза
Први корак у процени хиперхидрозе мора да направи разлику између генерализоване и фокалне хиперхидрозе. Генерализована хиперхидроза је обично део неког другог основног поремећаја, као што су инфективне или малигне болести, хормонски поремећај,
Треба имати у виду и чињеницу да се фокална или примарна идиопатска хиперхидроза може јавити и код иначе здравих људи. Зато било који степен знојења који је повезан са свакодневним животним активностима и продукцијом зноја испод пазуха мањом од 20 мг/мин не треба проглашавати поремећајем знојења или хиперхидрозом.
Дијагноза примарне фокалне хиперхидрозе се поставља применом следећих критеријума, који омогућавају лако разликовање фокална од генерализоване хиперхидрозе (види табелу десно);
- Поремећај је максимално изражен у другој или трећој деценији живота и манифестује се као обострано претерано знојење ограничено на пазух, табане, дланове, лице или друге локације на телу.
- Изражено знојење које се јавља убрзо након узимања хране, (тзв. густативна хиперхидроза или Фрејов синдром)[30] на једној страни чела, лицу, кожи главе и врату, најчешће као последица оштећења живаца који воде до доушне пљувачне жлезде.
- Позитивна породична анамнеза, или присуство хиперхидрозе код још најмање једног члана уже породице (јавља се у 30% -50% пацијената)[31] и престанак знојења у току спавања, су значајни дијагностички критеријуми.
- Као стандардни дијагностички критеријум за фокалну хиперхидрозу, користи се праг »нормалне вредности знојења«, (одређен мерењем количине излученог зноја) који износи мање од 1 мл/м² у минути излученог зноја еккрине жлезда у стању мировања на собној температури.[32]

### Класификација хиперхидрозе
Према тежини симптома (количне злученог зноја) хиперхидроза се може поделити на:
- Хиперхидрозу блажег степена, (појачано знојење, али пацијента и друге ососбе то не уочавају као поремећај).
- Хиперхидроза средње степена, (код пацијента постоје психолошко-социјални поремећаји, стид приликом руковања, влажна одећа)
- Хиперхидроза израженог степена<, (мокра одећа, мирис зноја, са таквим особама људи почнињу да избегавају контакт).

## Терапија
Примарна хиперхидроза је физички и емотивно стање (болест) које озбиљно ремети психосоцијални мир и животно благостање у одсутву болести. За лечење хиперхидрозе данас лекари располажу бројним терапијским средствима и методама чијом применом треба да смање количину излученог зноја пре свега на длановима, табанима и у пазушним јамама. Најједноставнија метода, за лечење хиперхидрозе је примена бројних препарата за локалну употребу, којима прво треба започети лечење.  Ако лекови за локалну употребу нису делотворни, може се применити јонофореза, која је најприхватљивија за лечење пацијената са хиперхидрозом табана или дланова. Следећа метода која у задњих година даје добре резултате је примена ботулинског токсина у виду инјекција. Када се у лечењу пацијенти са хиперхидрозом не могу постићи реултати напред наведеним средстима и методама може се применити хируршки облик лечења у виду; ексцизије знојних жлезда код болесника са пазушном хиперхидрозом и горња грудна ендоскопска симпатектомија код хиперхидрозе дланова и пазуха.

### Антиперспиранти
Најједноставнија метода, којом прво треба започети лечење хиперхидрозе је примена бројних препарата за локалну употребу или антиперспираната, у облику дезодоранаса и крема за пазух, руке и ноге. Индикације за њихову примену су хиперхидроза дланова пазуха и стопала.
Алуминијум хлорид
Алуминијумске соли изазивају смањење знојења затварањем канала у еккриним знојним жлездама. Оне улазе у канале жлезди и у њима формирају комплекс који се састоји од металних јона и мукополисахарида из оштећених површинских ћелија канала жлезди. Алуминијум хлорид се примењује у различитим концентрацијама (од 10 до 30%), најбоље у вечерњим сатима, а резултати његовог дејства су видљиви накона 2-5 минута. Лечење траје неколико недеља, након чега се прави пауза због могуће појаве дерматитис у подручју примене препарата.
Танинска киселина
Дејство танинске киселине, заснива се на стезању изводних канала знојних жлезда, чиме се редукује количина излученог зноја. Она се примењује у облику крема, лосиона и прашкова за пазух, руке и ноге.

### Јонтофореза
Један од најједноставнијих, најсигурнији и најекономичнијих начина лечења хиперхидрозе дланова и/или табана је јонтофореза. Јонтофореза је унос у тело, преко интактне коже јонизоване супстанце (лека) применом једносмерне струје. Јонтофореза се изводи тако што се влажни сунђери са електродама причврсте за шаке, табане или се поставе у пазушне јаме и затим се кроз њих у одређеном временском трајању пропушта једносмерна струја ниске волтаже (максималне јачине 20 мА). Учинак јонтофорезе је привремен (реверзибилан), и зато се она мора понављати у одређеним временским интервалима (недељно или месечно). Механизам деловања јонтофорезе је непознат.
Године 1936, Ichihashi је примењивао разна средства као што су; атропин, хистамин и формалдехид како би доказао да се знојење дланова може смањити јонтофорезом. Његова истраживања су остала готово непримењена у медицинској пракси све до 1952, када су Боуман и Груенвалд (Bouman and Gruenwald) објавили своју студију, након лечења 113 болесника и у њој приказали позитивне учинке јонтофорезе у лечењу хиперхидрозе дланова и табана, и доказали да се и без додавања јонизујуће супстанце постижу исти терапијски ефекат као и применом обичне воде са чесме.
Левит је 1968. први приказао једноставан галвански уређај чијом употребом је могао да ублажи хиперхидрозу у 85% оболелих. У студији коју су објавили Reinauer S, Neusser A, Schauf G, Holzle E, након лечења јонтофорезом 25 пацијената са хиперхидрозом дланова, престанак симптома јављао се у просеку након 11 третмана (30 минута по третману најмање четири пута недељно), применом воде са чесме. Код оних пацијента који не реагују на воду из славине у току јонтофорезе, у воду се могу додати антихолинергичне супстанце. Потпуни престанак знојења обично траје једну до две недеље и знојење се брзо враћа без примене терапије одржавања.
Нежељена дејства након примене јонтофорезе (која су јако ретка), могу се јавити у облику; осећаја паљења и пецкање по кожи третираног подручја, претерано сувих дланова и испуцале коже а могу спречити смањењем учесталости јонтофорезе и применом вазелина. Као теже компликације могу се јавити еритем и појава ретких везикула на кожи које се могу (ако је то потребно) лечити применом креме 1% хидрокортизона. Компензациони облик хиперхидрозе се код јонтофорезе никада не појављује. Због ограниченог начина примене и због нешто веће иритације коже пазушне јаме у односу на кожу табана и дланова, јонтофореза се ретко примењује у лечењу пазушне хиперхидрозе.

### Ботулински токсин
Ботулински токсин код хиперхидрозе: примењује се у облику интракутаник или интрагландуларних инјекција које се убризгавају у пазушне жлезде и кожу. Он инхибира ослобађање ацетилхолина у холинергичним нервима који инервишу знојне жлезде и тако смањује продукцију зноја. Трајање и облик терапије се разликује од особе до особе. Пре примене ботокса потребно је да се уради специјални тест којим се тачно дефинише „радно поље“- одабране регије за третман. Код прекомерног знојења испод пазуха није потребна претходна анестезија, међутим убризгавање ботокса у регију дланова и стопала захтева анестезију.
Употреба ботулинског токсина је у већини земаља одобрена за примарно лечење хиперхидрозе пазушних (аксилиарних) жлезда. Коришћење ботокса на другим местима у телу, као што су руке, ноге и чело, у неким земљама се не препоручује.

### Системска терапија
За системско лечење хиперхидрозе користе се препарати, који се на основу њиховог фармаколошког дејства, најчешће разврставају у две групе;
Антихолинергични лекови 
Инхибицијом науротасмисије ацетилхолина у периферним рецепторима, ови лекови спречавају пренос нервних сигнала до знојне жлезде. Најчешћи примењивани антихолинергици за лечење хиперехидрозе су ; Гликопиролат, Вагантин (који је показао ефикасност само код хиперхидрозе пазуха али не и дланова), Сормодрен (који се користи у лечењу Паркинсонове болести итд), али њихова доза, која се примењује за контролу знојење, може изазвати значајне негативне ефекте, што ограничава ефикасност употребе ових лекова. Као нежељени ефекти у току примене антихолинергика најчешће се јављају; сувоћа у устима, замагљен вид, пад концентрације, ретенција мокраће, затвор и тахикардија.
Остали препарати 
У ову групу лекова спадају; психотропни лекови, седативи, блокатори калцијумових канала (нпр., дилтиазем), габапентин, индометацин, β-блокатори (нпр. пропранолола). Ови лекови се углавном користе код пацијената са генерализованом хиперхидрозом, углавном код оних са изражени психички поремећајима. Ефикасност ових лекова у лечењу фокалне хиперхидрозе није потврђена.

### Хируршка терапија

#### Ексцизија
Индикација за примену ексцизија знојне жлезде је неуспешно конзервативно лечење изражене пазушне хиперхидрозе. Радикална ексиција (уклањање) знојне жлезде у пазуху изводи се у локалној или општој анестезији. Након расецања коже врши се комплетно вађење пазушне жлезде, а након тога корекција и ушивање коже пазуха. 
 Овом врстом лечења трајно се смањује хиперхидроза, али она има и своје недостатке; лоше (продужено) зарастање рана, некроза коже, хипертрофични ожиљци са тенденцијом да доведу до контрактура (ограничења покрета), настанак келоида, дехисценција ране, ружних ожиљци. Дуг опоравак након ексцизије и појава знојење на рубним ивицама пазуха не може се искључити.

#### Супкутана киретажа
Индикација за примену ове методе може бити неуспешно конзервативно лечење тежих облика пазушне хиперхидрозе. Након реза кроз кожу специјалним инструментом (киретом) у локалној или општој анестезији врши се киретажа (уклањање гребањем) знојне жлезде. Предност ове врсте интервенције је што се она изводи релативно брзо, без већих оштећења коже са малим бројем шавова, малим ризиком за настанак хипертрофичних ожиљак или келоида и добрим естетским резултатима. Мане ове интервенције су лош зарастање рана, некроза коже, хематом, лимфне фистуле и формирање цисте. Такође код киретаже постоји ризик од непотпуног уклањања знојних жлезда, што може захтевати поновно извођење интервенције.

#### Симпатектомија

##### Горња (грудна) симпатектомија
Горња (грудна) симпатектомија или  ганглионектомија, је хирурушка метода лечења, која се често препоручује пацијентима са тешким облицима хиперхидрозе дланова и пазуха. 
Лумбална (слабинска) симпатектомија се ређе примењује за лечење хиперхидрозе табана, због могућег ризика појаве сексуалних дисфункција. Иако је ефикасност симпатектомије у лечењу хиперхидрозе дланова евидентна, са стопом успешности од 92% до 99%, након њене примене постоји и потенцијална опасност настанка компликација, које понекад могу бити значајне. Као могуће компликације након симпатектомије (које се крећу од 24% до 100% у зависности од спроведених студија) наводе се;
- компензациона хиперхидроза (појачано знојење у неким другим деловима тела),
- густативно знојење (знојење, обично лица, које се јавља у току једења хране),
- перзистирајући Хорнеров синдром,
- постоперативна инфекција ране,
- хемоторакс,
- интеркосталне (међуребарне) неуралгије,
- понављање (рецидив) хиперхидрозе.[55][56][57][58][59][60]

Појавом ендоскопске симпатектомије значајно је смањена учесталост многих компликација.
Компензациона хиперхидроза (појачано знојење у неким другим деловима тела), је најчешће компликације и главни разлог за незадовољство пацијената са ендоскопском симпатектомијом. Компензациони хиперхидроза може много више да смета у свакодневном животу него што је то чинила хиперхидроза дланова у која је погађала поједине пацијента, а који често због ове компликације симпатектомије понекад морају да мењају одећу натопљену знојем два или три пута дневно.
У недавном систематски обрађеној литератури о примени симпатектомије за лечење хиперхидрозе, хипотеза за истраживања је била; "Да ли смо плаћали високу цену за хируршку симпатектомију?"
- У овом истраживњу обрађено је 135 научних студија у којима су приказани подаци о лечењу 22.458 пацијената и 42.061 процедура.
- Код 84,3% приказаних пацијената примењено је оперативно лечење хиперхидрозе.
- Компензаторна хиперхидроза се јавила у 52,3% пацијената, густативно знојење у 32,3%, фантомско знојење у 38,6%, а Хорнер-ов синдром у 2,4% пацијената.
- Неуропатске компликације су се јавиле у 11,9%, пацијената али су ређе него у току хиперхидрозе

Моран у својој студији је закључио:
...Компликације након хируршког приступа (нап. симпатектомији), као што је синдром Хомера, повреда брахијалног плексуса, пнеумоторакс, и болни ожиљак може настати, док је најчешће прате компликације као што су компензаторна хиперхидроза и могућност поновог јављања хиперхидрозе...

##### -вођена перкутана симпатектомија
Метода је слична горњој (грудној) симпатектомији. Дејство живца се неутралише инјекцијом конценрованог алкохола који се убризгава у његову околину преко специјалне игле која се до задате локације наводи применом  (компјутеризоване томографије).